# 액티비티 모니터
액티비티 모니터(영어: Activity Monitor)는 맥 OS X 운영 체제에서 컴퓨터 프로세스의 다양한 일을 수행하는 작업 관리자이다. 마이크로소프트 윈도우의 윈도우 작업 관리자와 같은 기능을 한다. 액티비티 모니터는 다음과 같은 일과 그 이외의 일을 한다:
- 컴퓨터 네트워크 사용 모니터링
- 프로세스 식별자 보기
- 특정한 프로세스에 대해 정보 보기
- 작동하는 프로세스 검사
- 컴퓨터 프로세스 중단시키기
- 저장 장치의 용량 보기
- 컴퓨터의 중앙처리장치 로드 보기